# Heureux en amour ?
Albums de Robert Charlebois
Solide
(1979) J't'aime comme un fou
(1983)
Heureux en amour ? est le quatorzième album de Robert Charlebois, sorti en 1981.
Il fait partie de sa période « variétés ». Il a été nommé album de l'année au Gala de l'ADISQ.

## Titres
| 1.    | Heureux en amour ?                        | Réjean Ducharme / Robert Charlebois   | 3:50 |
| 2.    | Moi Tarzan, toi Jane                      | Luc Plamondon, Robert Charlebois      | 4:33 |
| 3.    | Cocktail                                  | Diane Juster / Robert Charlebois      | 2:38 |
| 4.    | Faut qu'ça change                         | Réjean Ducharme / Robert Charlebois   | 3:12 |
| 5.    | Les chiffres parlent                      | Jean-Loup Dabadie / Robert Charlebois | 3:12 |
| 6.    | Pobre Julio (pas sur toutes les éditions) | Robert Charlebois                     | 4:04 |
| 7.    | Meurs pas                                 | Jean-Loup Dabadie / Robert Charlebois | 3:50 |
| 8.    | Sous mes draps                            | Roland Topor / Robert Charlebois      | 3:02 |
| 9.    | Que c'est, que c'est !!!                  | Réjean Ducharme / Robert Charlebois   | 3:31 |
| 10.   | On ti jadin a Matouba (en créole)         | Casimir Letang / Robert Charlebois    | 5:15 |
| 11.   | Je suis né                                | Réjean Ducharme / Robert Charlebois   | 2:47 |
| 37:03 |                                           |                                       |      |